# لن کیسی (بازیکن فوتبال)
لن کیسی (انگلیسی: Len Casey؛ زادهٔ ۲۴ مهٔ ۱۹۳۱) بازیکن فوتبال اهل بریتانیا است.
از باشگاه‌هایی که در آن بازی کرده‌است می‌توان به باشگاه فوتبال چلسی و باشگاه فوتبال پلیموث آرگیل اشاره کرد.